# سيدي عابد (المغرب)
سيدي عابد قرية مغربية ساحلية، وهي مركز جماعة سيدي عابد القروية التابعة لقيادة أولاد عيسى، دائرة الجديدة، إقليم الجديدة، جهة الدار البيضاء سطات. تشمل جماعة سيدي عابد أربع مشيخات، تضم كل واحدة منها عدة دواوير (قرى). في السابق، كانت سيدي عابد جزءا من جماعة أولاد عيسى قبل أن تُستحدث الجماعة التي تحمل اسمها في إطار تقسيم إداري جديد. كلتا الجماعتين الآن تنضويان تحت قيادة أولاد عيسى. بلغ عدد سكان الجماعة 22,980 نسمة (إحصاء 2014).

## المشيخات والدواوير
عموما، يساعد القائدَ شيوخ ومقدمين كأعوان سلطة يشغلون دور وسيط بين القيادة والسكان. يكون كل شيخ مكلفا بمجموعة دواوير تنضوي تحت ما يسمى مشيخة. بكل مشيخة هناك عدة مقدمين يعملون تحت سلطة شيخ المشيخة. تضم جماعة سيدي عابد أربع مشيخات هي: مشيخة أولاد موسى، مشيخة السراحنة، مشيخة أولاد عياد ومشيخة الشرفاء.

### مشيخة أولاد موسى
تتألف هذه المشيخة من الدواوير التالية: الخماملة الصفا،الكواملة، الدحامنة، أولاد السي عبو، أولاد الحاج محمد، أولاد حمودة، الفطانسة، أولاد يحيى، الخراشفة، الحدادة، القرينات، الجعافرة، أولاد موسى الأصليون، أولاد موسى - أولاد حمو، أولاد موسى - العسري، الكواكة، الجعافرة - الزراولة، الطيايبة، والعطاطرة.

### مشيخة السراحنة
تتألف هذه المشيخة من الدواوير التالية: الحراريون، الرواحلة، قرية الرواحلة، أولاد المغريش، الدروسة، أولاد أبي سعيد، الشلوحة، والبحابحة.

### مشيخة أولاد عياد
تتألف هذه المشيخة من الدواوير التالية: أولاد علال، العيور، أولاد رافع، المهانات، حنصالة، أولاد اليسيري، السهامنة، الخربة (الحياينة)، الكماكمة، الكوانين، أولاد الحاج الحسن، السقورة الغابة، السقورة - الحيرش، أولاد سيدي عدة، أولاد الشاوي، الكرودة، السراحنة، الرصاحلة، النكيوات، والعسارة.

### مشيخة الشرفاء
تتألف هذه المشيخة من الدواوير التالية: أولاد عباس بن قاسم، أولاد الصغير، أولاد بن حمو، أولاد أبي عنان، الزنانبة، الحدادة، الثابية، والكوانين.

## الموارد الطبيعية والمؤهلات الاقتصادية
بحكم موقعها الساحلي، تتوفر جماعة سيدي عابد على ثروة بحرية تتمثل في الأسماك العظمية، الرخويات -بما في ذلك ذوات الأصداف كبلح البحر- والطحالب الحمراء. لكن الاستغلال المحلي ينحصر في قطاع تقليدي للصيد وجمْع الطحالب. وفي الوقت ذاته هنك سفن كبيرة مغربية وأجنبية في أعالي المحيط تستغل الموارد البحرية للجماعة إلا أنها تنطلق من وتعود إلى موانئ خارج حدود الجماعة، مما يفوت على ساكنة هذه الأخيرة فرصة الانتفاع بمواردها البحرية.
وتتميز الجماعة أيضا بشواطئ رملية جميلة ذات رمال ذهبية. إلا أن هذه الرمال المطلوبة بإلحاح في قطاع البناء تعرضت للاستغلال غير المعقلن، الأمر الذي أدى إلى استنزاف كميات كبيرة تسببت في تشويه المنظر الطبيعي وربما تكون لها عواقب بيئية.
على طول السواحل تتواجد أحواض طينية شاسعة استعملت لسنين عديدة لإنتاج الملح البحري من طرف شركات من بينها الشركة الشريفة للملح. وكان الملح يُنتج عن طريق تمرير مياه بحرية في دورة من عدة مراحل عبر الأحواض تهدف لتسخينها بواسطة أشعة الشمس، كي تتبخر أجزاء منها شيئا فشيئا فتزيد درجة التشبع بالملح مع الاقتراب من أحواض التركيز النهائي. وقد وفر هذا النشاط على طوال تلك المدة فرصا لليد العاملة المحلية. إلا أن ذلك النشاط توقف مؤخرا (حوالي سنة 2015 م) في الأحواض الجنوبية لجماعة سيدي عابد.
من جهة أخرى، تزخر الجماعة بأراضٍ فلاحية خصبة تعد من أجود الأراضي الفلاحية بالمغرب. في نفس الوقت، تتوفر مياه عذبة جيدة بالفرش الجوفية بكميات تسمح بالاستغلال الفلاحي. أيضا، تعرف المنطقة تساقطات مطرية بكميات لا بأس بها في فصل الشتاء. كل هذه العوامل استغلت في الإنتاج الفلاحي المتخصص في إنتاج الخضر (طماطم، جزر، بطاطا، فلفل، قرع، لفت، باذنجان، كرنب، خيار، بطيخ بشتى أنواعه، إلخ.) إضافة إلى الحبوب والقطاني.
شهدت الشريط الساحلي الذي يضم هذه الجماعة والمسمى الولجة (شريط ساحلي من الأراضي الزراعية الخصبة ويمتد تقريبا من مدينة الدار البيضاء شمالا إلى مدينة الوليدية جنوبا أو حتى إلى مدينة آسفي) نشاطا اقتصاديا كبيرا في السبعينيات والثمانينيات من القرن العشرين بفعل تخصص المنطقة آنذاك في إنتاج الطماطم وتصديرها لأوروبا عن طريق تعاونيات فلاحية. وقد كان تراب جماعة سيدي عابد (هذه الجماعة لم تكن قد أحدثت بعد) وحده يضم على الأقل خمس (5) تعاونيات فلاحية (تعاونيتا الصالحة وكمال (محطة عجيبة)، تعاونية ابن العياشي (اسم تقريبي)، تعاونية باحيث (الحاج حسن)، تعاونية باحيث الحاج محمد (اسم تقريبي)، تعاونية السهامنة (اسم تقريبي)، تقوم بتلفيف وتصدير الطماطم وتقدم خِدْماتٍ أخرى للفلاحين (إرشادات، شراء بذور مختارة، جلب قروض فلاحية،.
فجأة أصبحت إسبانيا هي المزود الرئيسي لأوروبا بالحوامض، وأدى ذلك إلى توقف تصدير الطماطم من المغرب لأوروبا. خلق هذا الأمر واقعا جديدا يتسم بخسارة كبيرة في الأرباح. وبعد ترنح لبضع سنين كان يباع المنتوج خلالها لتجار كبار يسوقونه حسب طريقتهم، اضطرت في الختام جميع التعاونيات للتوقيف النهائي لأنشطتها.
تضم جماعة سيدي عابد كذلك ثروة من المواشي المرباة بطرق تقليدية في إطار قطعان تتميز بقلة عدد الرؤوس لكل قطيع. من الصعب على الفلاحين هناك امتلاك قطعان كبيرة وذلك راجع أساسا لصغر البقع الأرضية التي يملكها كل فلاح على حدة. كما أن بعض الفلاحين يربون الدجاج الأبيض (الدجاج الأبيض المعروف بالزيادة السريعة في الوزن) بشكل مكثف وشبه صناعي. أما الدواجن «الطبيعية» فتربى بطريقة تقليدية.
عموما يعتقد بأن الأنشطة الصناعية المتعلقة بمعدن الفوسفات والمتواجدة بميناء الجرف الأصفر بتراب جماعة مولاي عبد الله المجاورة قد أثرت كثيراً في الموارد الفلاحية والبحرية لجماعة سيدي عابد. ويعزى ذلك لتلوث نسبي للهواء وأيضا المياه البحرية القريبة من الشاطئ.
من الجانب الطاقي، تتوفر بأجواء الجماعة طاقة ريحية جيدة بفضل تواجدها على ساحل البحر، وأيضا هناك طاقة إشعاع شمسي مهمة. هذين المنبعين يمكن استغلالهما لتوليد الطاقة الكهربائية.

## الصناعة
توجد بالجماعة عدة ورشات لصناعة الآجر الخرساني.
سبق أن وجد بتراب الجماعة على الأقل فرن واحد لإنتاج الجير.
أيضا، سبق أن وجد بتراب الجماعة على الأقل مقلع للحجارة مجهز بآلات لتفتيتها وإنتاج الحصى الموجه لتعبيد الطرق والبناء.
توجد بالجماعة عدة ورشات تلحيم الفلزات (أو ما يعرف عموما بالمعادن رغم أن تلك مجرد مغالطة) لصناعة الهياكل والدفات (دفات الأبواب والنوافذ) وبعض الحاجات المتنوعة.
صناعة مراكب الصيد غير منتشرة. لكن سبق أن صنعت مراكب للصيد التقليدي بتراب الجماعة.
رغم انحسارها حاليا بفعل التغير المستمر في نمط العيش، فإن هناك انتشارا لصناعة النسيج التقليدية التي تستعمل صوف الأغنام أو مواد أخرى كقطع الأقمشة لإنتاج الزرابي التقليدية والحياك والجلابيب الصوفية المتنوعة. يضاف إلى ذلك طرق إعداد الصوف وجلود أضاحي عيد الأضحى وباقي الذبائح.
هناك أيضا نشاط خياطة الملابس التقليدية، وخصوصا ملابس النساء.

## البنية التحتية
تقطع تراب الجماعة الطريق الوطنية الثانوية R301 الرابطة بين مدينتي الجديدة والوليدية. تفصل بين جماعة سيدي عابد وجماعة أولاد عيسى الطريق الثلاثية رقم P3416. كما توجد بجماعة سيدي عابد طريق ثلاثية تحمل رقم P3417 وتربط بين «جرف غراب» (على الطريق الوطنية الثانوية) ومشارف قرية أحد أولاد عيسى (مكان السوق الأسبوعي لجماعة أولاد عيسى) (على الطريق الثلاثية).
توجد بالجماعة العديد من الطرق الترابية التي تشق الدواوير أو تربط بينها. معظم هذه الطرق خرجت لحيز الوجود في الأصل فقط بفعل مجهودات السكان.
لا يوجد بالجماعة حاليا أي مرفأ بحري. أما زوارق الصيد التقليدي هناك فترسو على تبحر من شواطئ رملية، مما يشكل عبئا عضليا مضنيا للصيادين.
يوجد بقرية سيدي عابد سوق رسمي للسمك يهدف لاستخلاص الضرائب والرسوم على ما يستخرج من طحالب بحرية حمراء وأسماك.

## السياحة
تجتذب هذه الجماعة الكثير من السياح من الداخل والخارج بفعل شواطئها الرملية الذهبية الجميلة.
لزيادة الجذب السياحي، استحدث موسم (مهرجان) ينظم بقرية سيدي عابد وتتخلله عروض للفروسية وإطلاق البارود (التبوريدة) التي تتميز أيضا بحضور نسوي لافت. و ينظم أيضا موسم مماثل بقرية سيدي امحمد بن داود.
تجتذب المنظومة الإيكولوجية الساحلية (البحر، الكثبان الرملية، البحيرة المرتبطة بالبحر (لاغون) وباقي البرك المجاورة) السياح الإيكولوجيين من المهتمين بمراقبة أو دراسة الطيور والأسماك وباقي ميزات هذا الوسط.
كان من المنتظر تشييد منشآت سياحية ساحلية بسواحل الجماعة من طرف «المجموعة المغربية ـ الكويتية للتنمية». إلا أن المشروع لم يرَ النور بعد إما بسبب خلافات وأطماع أو بسبب الأزمة الاقتصادية.
توجد يحماعة سيدي عابد العديد من البنايات التراثية من نوع تازوطا. وبدأ الناس مؤخرا يهتمون بها قصد استغلالها في السياحة المجالية والثقافية.

## التعليم
توجد بالجماعة عدة مدارس ابتدائية (المستويات الأول إلى السادس) عمومية تنضوي تحت 4 مجموعات مدرسية:
- مجموعة مدارس الخراشفة (مدرسة الخراشفة، مدرسة أولاد حمودة، مدرسة الدحامنة، مدرسة أولاد موسى)
- مجموعة مدارس سيدي محمد بن داود
- مجموعة مدارس أولاد بن حمو

توجد بالجماعة ثانوية إعدادية عمومية (المستويات السابع إلى التاسع). وهناك إقامة للطالبات (دار الطالبة).
لا توجد بالجماعة ثانوية تأهيلية في الوقت الحالي.
يمكن لتلامذة الثانوي الإعدادي أو التأهيلي التنقل إلى مكان دراستهم باستعمال وسائل النقل المدرسي الجماعي التي توفرت في السنوات الأخيرة (حوالي بعد سنة 2010 م).

## الرياضة
تتوفر الجماعة على فريق لكرة القدم يسمى النهضة الرياضية لسيدي عابد أو أيضا نهضة سيدي عابد. يمارس الفريق أنشطته في إطار بطولة العصبة الجهوية.

## الصحة
توجد بقرية سيدي عابد صيدلية لبيع الأدوية.
و تتوفر الجماعة على سيارة إسعاف بسيطة ومركز صحي صغير. إلا أن هذه الخِدْمات غير كافية وشبه منعدمة وتتميز بالرداءة.

## المساجد
يوجد بقرية سيدي عابد مسجد متوسط الحجم يتميز بصومعة مرتفعة. تُؤَم بهذا المسجد جميع الصلوات، بما في ذلك صلاة الجمعة وصلاة العيدين.
لقد تحسنت بنايات المساجد المتواجدة بكل الدواوير. في السابق كانت الدواوير تتوفر فقط على بنايات بسيطة تؤدي دور المساجد. فاجتهد السكان وتمكنوا من تطوير مختلف المساجد فأصبحت أكبر حجما وأكثر أهمية من قبل.

## النقل
يستعمل أغلب سكان الجماعة في تنقلاتهم المتوسطة والطويلة سيارات الأجرة التي تقوم بالنقل الجماعي.
يتنقل تلاميذ التعليم الثانوي الإعدادي والثانوي التأهيلي من وإلى مدارسهم بواسطة سيارات النقل المدرسي المتوفرة مقابل واجبات مالية بسيطة. وقد ساعد توفر هذه الوسائل في الرفع من تمدرس الفتيات.
تستغل الشاحنات في نقل البضائع. ولايزال استعمال عرباب الدواب منتشرا داخل الدواوير.

## السكن
يسكن أغلب سكان الجماعة في المنازل العائلية الخاصة. أما السكن بالإيجار فهو ليس من عادتهم.
لكن مساكن قرية سيدي عابد السياحية فأغلبها يُؤَجر وربما شيدت هذه المساكن أصلا لهدف تأجيرها.

## الكهربة وموارد الطاقة
تستفيد حاليا (2016 م) معظم المساكن من الربط بشبكة توزيع الكهرباء.
يعاني السكان من سعر الكهرباء الذي يعد مرتفعا مقارنة مع مستواهم المعيشي وأيضا مقارنة مع سعره في الدول الغنية. وينطبق الأمر نفسه على المحروقات الأحفورية !
بالنسبة للبدائل الطاقية الأخرى، لا يوجد وسط غابوي كفيل بتوفير الحطب الكافي لأجل الطبخ مثلا أو التسخين. وفي حين أن الطاقة الشمسية والطاقة الريحية متوفرتان، فالسكان لا يتمكنون من استغلالها بأنفسهم نظرا لارتفاع أثمنة التجهيزات مقارنة مع مداخيلهم.

## الماء الشروب
يجتهد السكان في كل دوار على حدة من أجل تشييد صهاريج للمياه الصالحة للشرب.
يتم تزويد الصهاريج بالمياه من آبار محلية تعد نقاوتها في مستوىً مقبولٍ.

## الخدمات الإدارية
يوجد المقر الإداري للجماعة المحلية القروية سيدي عابد بقرية سيدي عابد.
و من جهة أخرى، تنضوي هذه الجماعة تحت سلطة قيادة أولاد عيسى - سيدي عابد والتي يوجد مقرها بقرية أحد أولاد عيسى.

## الأمن
يوجد بقرية سيدي عابد مخفر للدرك الملكي.

## العمل الجمعوي والعمل التعاوني

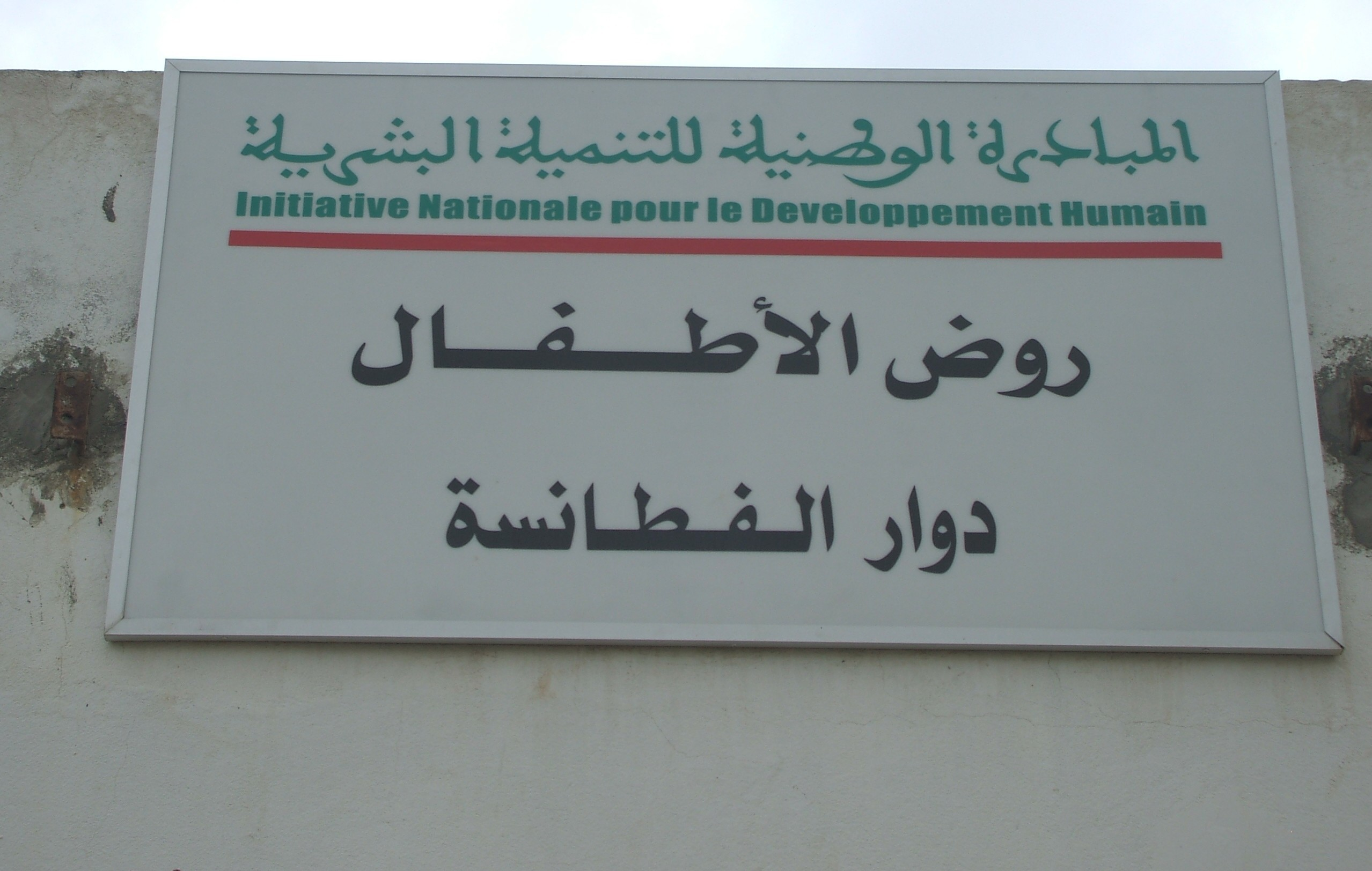
روض أطفال بدوار الفطانسة، مسير من طرف جمعية محلية، ومنجز بتمويل من المبادرة الوطنية للتنمية البشرية

عرف العمل الجمعوي والعمل التعاوني قفزة نوعية في السنوات ما بعد 2010 م (تقريبا).
يشمل هذا العمل مجالات عدة، من بينها: النقل المدرسي، محو الأمية، التعليم الأولي، تسويق الحليب، تربية الأبقار، الماء الشروب، الأنشطة الرياضية، حماية البيئة، الوحدة الترابية للمغرب، الصناعة التقليدية، إلخ. إلا أن هذا المجال لازال يعاني من الكثير من العشوائية والانتهازية.

## قضايا بيئية
تعيش عدة أنواع من الطيور المهاجرة والطيور المستوطنة محليا بنطاق المحمية الطبيعية البحيرة الشاطئية سيدي موسى ( اتفاقية رامسار للأمم المتحدة لحماية المناطق الرطبة واستغلالها بطرق مستدامة، رقم 1474، منذ 2005) وبحزامها الطبيعي. يوجد الجزء الشمالي من هذه المحمية بتراب جماعة سيدي عابد، بما في ذلك أحواض إنتاج الملح سابقا. لذا فهناك تخوف كبير من أن يؤدي أي استغلال سياحي غير مدروس بيئيا أو غير مكترث أصلا بسلامة البيئة إلى إلحاق أضار جسيمة بالتوازن البيئي الهش.
يعتقد على صعيد بأن الأنشطة الصناعية المتعلقة بمعدن الفوسفات والمتواجدة بميناء الجرف الأصفر بتراب جماعة مولاي عبد الله المجاورة قد أثرت وتؤثر كثيراً على الإنسان والحيوان والنبات. وقد تسبب ذلك في تراجع الموارد الفلاحية والبحرية لجماعة سيدي عابد. ويعزى ذلك لتلوث الهواء والتربة والمياه الجوفية ومياه المحيط القريبة من الشاطئ. وفي هذا السياق، لقد سبق للسلطات أن قضت إلى علم السكان عدة مرات بتسمم ذوات الأصداف، وخصوصا بلح البحر، وحذرت من تناولها.
أدى الاستغلال غير المعقلن والجشع للرمال الشاطئية إلى تشويه المنظر الطبيعي وإضعاف الحاجز الطبيعي لمياه البحر. كما أنه لم تنجز أي دراسة لمعرفة مدى خطورة تلك التعرية السريعة من طرف الإنسان لذلك الوسط الطبيعي ومدى تأثيرها على الأحياء الدقيقة والكبيرة. وقد أدى ذلك العمل إلى اجتثاث عدد كبير من الأشجار ولا تزال المساحات المعنية جرداء إلى الآن. هذا ولا يزال خطر الاستغلال والسطو على ما تبقى من تلك الرمال قائما بجدية.
دأب منتجو الطماطم في الشريط الساحلي المعروف بالولجة، طيلة مدة انضوائهم تحت مظلات تعاونياتهم، على استعمال بذور مستوردة تعَرّف على أنها بذور مختارة. ومع توقف تصدير طماطمهم نحو أوروبا حين عوضهم الإسبان في لعب ذلك الدور، شرعوا في التعامل مع تجار كبار، ثم اضطروا فيما بعد لتوقيف أنشطة تعاونياتهم الفلاحية. هذا التردي في الأوضاع لابد وأنه قد أدى إلى تراجع وتدهوَر التأطير من طرف المرشدين الفلاحيين وباقي الفاعلين والدول الأوروبية التي كانت تقتني المنتوج. وفي السنوات الموالية استعمل منتجو الطماطم عدة أنواع من البذور المستوردة، ولكن ما من دليل على أنه لم تكن بين تلك البذور الباهظة الثمن أنواع معدلة جينيًّا والتي تشكل قنبلة موقوتة. وما من دليل على توفر السلطات آنذاك على القدرة على اكتشاف ذلك الخطر أو حتى على إمكانية العلم بأن بذورا معدلة جينيًّا تدخل إلى البلاد.و حدثت الكارثة: لقد ظهرت فجأة حشرة يطلق عليها المزارعون هناك اسم الذبابة البيضاء بسبب لونها. إنها فتاكة بأشجار الطماطم، إلا في حالة استعمال نوع محدد من البذور، المستوردة طبعا.

## نزاعات
طالما نادى سكان الدواوير الساحلية بجماعة سيدي عابد، بحكم التاريخ والجغرافيا والفقر والتهميش وضرورة الحفاظ على البيئة والاستقرار الاجتماعي وأمور أخرى، بأحقيتهم أكثر من غيرهم من الاستفادة من الموارد الطبيعية لوسط عيشهم أو بالأحرى الاحتفاظ بها كموروث بيئي عمومي لا يقدر بثمن، وليس فقط كَ «أرض جُموع» (أرض كملك طبيعي لعموم سكان أحد أو بعض الدواوير أو المداشر). يتعلق الأمر تحديدا بالرمال الذهبية لشواطئ جماعة سيدي عابد والبقع الأرضية التي تحويها والأشجار التي كانت نابتة هناك فجرفت دون اكتراث بالبيئة (و الحال نفسه بالنسبة لجماعات قروية أخرى). لقد تحولت الكثان الذهبية على حين غرة ودون استعداد مسبق للسكان المحليين إلى أملاك خاصة، ثم جرفت الأشجار واستنزفت الرمال التي تكونت ربما على مدار ملايين السنين وأخيرا يتم استغلال المساحات الأرضية لتلك المواقع. ولا يزال خطر الاستغلال والسطو على ما تبقى من تلك الرمال قائما بجدية. مع هذه الممارسات الخرقاء، الكثير من سكان المنطقة شرعوا هم أيضا في تقطيع أغصان الأشجار المتبقية شيئا فشيئا إلى أن اختفت آخر شجرة من بعض الشواطئ (الحيرش، الغويرقات، الحرشان)، في ظل استيائهم، فقرهم، قلة وعيهم وغياب مراقبة صارمة من السلطات أو ربما في ظل تواطؤ بعض كبار المخططين لاستيلاء مستقبلي على ما تبقى من رمال.